# Precaffrocrambus manyarae
Precaffrocrambus manyarae là một loài bướm đêm trong họ Crambidae.